# Felipe Fernández García

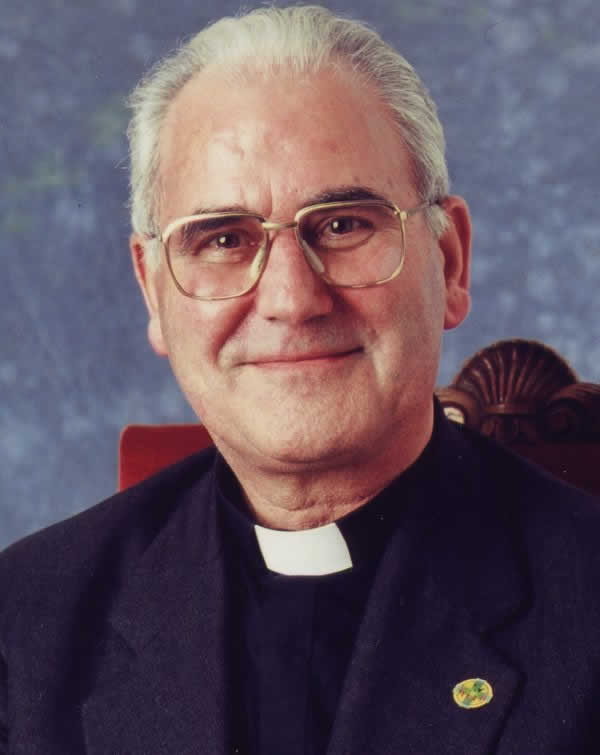
Felipe Fernández García

Felipe Fernández García (* 30. August 1935 in San Pedro de Trones; † 6. April 2012 in San Cristóbal de La Laguna) war ein spanischer Geistlicher und römisch-katholischer Bischof von San Cristóbal de La Laguna o Tenerife.

## Leben
Felipe Fernández García empfing am 28. Juli 1957 in Plasencia die Priesterweihe. 1958 graduierte er in Theologie an der Päpstlichen Universität Salamanca und 1960 in Sozialwissenschaften an der römischen Päpstlichen Universität Gregoriana.
Er war von 1960 bis 1965 Vikar der Pfarrei St. Jakobus in Don Benito, Badajoz sowie Berater von verschiedenen Bewegungen der Katholischen Aktion. Zudem war er von 1960 bis 1965 Professor an der Colegio Público de Plasencia. Von 1965 bis 1969 war er stellvertretender Chefredakteur der Zeitschrift Pastoral Misionera. Von 1968 bis 1976 war er Professor für Soziologie, Katholische Soziallehre und die Pastoraltheologie im Priesterseminar des Bistums Plasencia. Von 1969 bis 1976 war er Pastoralvikar in Plasencia und von 1972 bis 1976 Professor an der Päpstlichen Universität von Salamanca.
Papst Paul VI. ernannte ihn am 22. Oktober 1976 zum Bischof von Ávila. Der Apostolische Nuntius in Spanien, Luigi Dadaglio, spendete ihm am 28. November 1976 in der Kathedrale von Ávila die Bischofsweihe; Mitkonsekratoren waren Maximino Romero de Lema, Sekretär der Kongregation für den Klerus, und José Delicado Baeza, Erzbischof von Valladolid. Er war verantwortlich für die Katholische Aktion in Spanien und von 1977 bis 1984 für die Presidente de Manos Unidas-Campaña contra el Hambre. 1987 war er Mitglied der 7. ordentlichen Generalversammlung der Bischofssynode über die Laien.
Am 12. Juni 1991 wurde er durch Papst Johannes Paul II. zum Bischof von San Cristóbal de La Laguna o Tenerife ernannt und am 25. Juli 1991 in das Amt eingeführt. Er war Mitglied der Bischöflichen Kommissionen für das Apostolat der Laien (1976–1984), Kulturerbe (1990–1993) und des Klerus (1993–2005). Er war von 1984 bis 1990 Präsident von CEAS Common European Asylum System (CEAS), einer Kommission für die Schaffung eines gemeinsamen europäischen Asylsystems in der Europäischen Union.
Am 29. Juni 2005 nahm Papst Benedikt XVI. sein Rücktrittsgesuch aus gesundheitlichen Gründen an.